# La familia de al lado
Obitelj iz susjedstva (špa. La familia de al lado) čileanska je telenovela produkciјske kuće TVN snimana tijekom 2010. Originalna priča José Ignacia Valenzuele, ispunjena misterijima i zagonetkama, svojevrstan je spoj dramskih serija i psiholoških trilera. Glavne uloge tumače Álvaro Rudolphy, María Elena Swett, Jorge Zabaleta i Luz Valdivieso.

## Sinopsis
Renato Fabres ugledni je milijunaš i poduzetnik koji se svojom lukavošću uspješno snašao u poslovnom svijetu, a njegovo ime postalo je sinonim za moć i bogatstvo. Zajedno sa svojom ženom, Evom, stvorio je obitelj na koju je ponosan, a čini ju njihovo troje djece : Ignacia, Carola i Benjamín.
S druge strane, Javier Ruiz-Tagle i Pilar Echeñique, njihovi su susjedi kakve bi svatko mogao poželjeti. Trude se činiti stvari ispravno i kako im dolikuje. Diplomiravši s odličnim uspjehom, vjenčali su se, dobili dvoje djece i sada čine jednu naizgled savršenu obitelj, dobrodošlu u svaki dom.
Fabresi i Ruiz-Taglei bliski su prijatelji već godinama. Poznaju se. Cijene se. I održavaju dobre međususjedske odnose. Tijekom niza godina ove dvije obitelji žive u pravoj harmoniji.
Dok većina Fabresovih poslovanja daje izvanredne rezultate, tako se i brak Javiera i Pilar također čini skladan, ispunjen raznim uspjesima. No, iznenadna pojava čovjeka imenom Gonzalo Ibáñez poremetit će mirne svakodnevice i promijeniti njihove živote zauvijek. Gonzalo se ženi Renatovom starijom kćeri, Ignacijom, ali na sam dan vjenčanja otkriva da u kući u kojoj će živjeti sa suprugom, živi i brat blizanac njezina pokojnog muža. Ibáñez ubrzo shvaća da Fabresovi nisu onakvima kakvima se nastoje predstaviti, te uz pomoć zgodne susjede Pilar započinje istragu. Mnoge dugo skrivane tajne ubrzo će isplivati na površinu, u priči u kojoj ... Ništa nije kako se čini.

## Opis likova
- Gonzalo Ibáñez: Gonzalo Ibáñez ugledni je odvjetnik čije je ime sinonim za uspjeh, ali i misterij. Upoznavši Ignaciju Fabres, među njima se razvija strastvena veza, pa se nakon kratkog vremena odlučuju vjenčati i živjeti zajedno. Upravo kada se sve čini idiličnim, Gonzalo otkriva da je Ignacijin prvi muž, Hugo, umro u njihovoj kući pod tajanstvenim okolnostima. U potrazi za odgovorima, shvaća kako je obitelj Fabres daleko od onoga kakvima se nastoje predstaviti, uključujući i njegovu vlastitu suprugu. Ni ne zamjetivši, Gonzalo će se uplesti duboko u tmurnu priču koja se obavija oko obitelji Fabres, a povratka natrag više neće biti. Jedini spas pronaći će u atraktivnoj susjedi, Pilar, u koju će se zaljubiti već od prvog susreta. No, stvari neće biti nimalo jednostavne i morat će se suočiti s neizbježnim posljedicama koje će mu njihova veza donijeti.

- Ignacia Fabres: Naizgled nježna i slaba, Ignacia Fabres je žena koja traži zaštitu u svojoj obitelji i onima koji ju vole. No, iza maske naivnosti i iskrenosti, krije se osoba koja jako dobro zna što želi. Ne preza ni pred čim kako bi ostvarila svoje ciljeve, čak ni pred prijevarom. Kako je nedavno ostala udovica, iznenada se odlučila vjenčati s Gonzalom i tako zaboraviti sve loše trenutke koje je proživjela zbog smrti svoga pokojnog muža, Huga. No, sumnjive okolnosti koje se vežu uz ovaj slučaj, neće ju pustiti na miru i stvarat će zapreke u njezinu novom životu s Gonzalom. Posebice kada na površinu isplivaju kompromitirajući dokazi i tajne koje se toliko trudi sakriti.

- Javier Ruiz-Tagle: Gonzalov suradnik i Pilarin suprug, Javier je tipičan primjer naizgled savršenog čovjeka : atraktivan muškarac, dobar otac i suprug, te vrlo uspješan odvjetnik. Zbog svega toga, osjeća se kao u centru svijeta, iako katkad smatra da je podcijenjen od strane drugih. Naizgled pravi kavalir. No, kako savršen čovjek ne postoji, i on će ubrzo pokazati svoju drugu stranu. Onu mračnu, ispunjenu mržnjom, posesivnošću i bijesom kada mu stvari izmiču kontroli. U toj mjeri da je sposoban pretvoriti se u opasnu osobu, spremnu na sve da zadrži svoj status i obiteljsku idilu. Nitko ga ne bi poželio za suparnika, a još manje za neprijatelja.

- Pilar Echeñique: Pilar, Javierova supruga, nježna je i naivna žena koja želi samo najbolje svojoj obitelji. Iako je psihologinja po zanimanju, svoju karijeru ostavila je po strani kako bi se posvetila odgoju svoje djece, Andreje i Diega, te tako izgradila obitelj kakvu je oduvijek priželjkivala. Ponosna je na Javiera, te zajedno s njim, osjeća da sve teče savršeno po planu. No, dolazak Gonzala Ibáñeza izazvat će veliku buru u njezinu životu, shvaćajući da se ne mogu oduprijeti kemiji koja se stvorila među njima. Kada joj se brak počne raspadati i na vidjelo izađu dugo skrivane tajne, Pilar će uvidjeti da svatko, pa tako i ona, zaslužuje drugu šansu u životu.

- Leonardo Acosta: Hugov brat blizanac, koji živi okovan invalidskim kolicima i ima problema s izražavanjem, što je posljedica neurološke bolesti od koje pati još od rođenja. Zbog toga je poprilično otuđen od vanjskog svijeta i uvelike ovisi o drugima. Obožava Carolu, koja je s vremenom postala jedna vrsta njegove osobne medicinske sestre. Veliko divljenje osjeća i prema Pilar, koja mu je pružila psihološku pomoć nakon smrti njegova brata Huga. Iako se čini da Leonardo zna puno više nego što bi trebao, njegovo fizičko stanje zapreka je koja ga drži udaljenim od drugih.

- Carola Fabres: Carola Fabres je, bez sumnje, crna ovca u svojoj obitelji. S neizmjerno mnogo energije, prava je partijanerica koja se ludo provodi noću, a spava danju. Nikada nije imala stabilnu ljubavnu vezu, te je u konstantnom sukobu sa sestrom Ignacijom, kojoj zavidi u mnogočemu. Duboko u srcu, još ju uvijek boli Hugova smrt, jer je šogor bio njezina jedina prava ljubav u životu s kojim je održavala tajnu vezu. Sada se njezina opsesija manifestira u obliku brige o Leonardu, Hugovom bratu blizancu, a bijes iskaljava protiv svoje sestre Ignacije. Svađe će postati još gore kada se u kuću Fabresovih useli Gonzalo, kojeg će Carola pokušati zavesti ne bi li napakostila sestri.

- Renato Fabres: Vlasnik golemog bogatstva i mnogobroje obitelji, Renato Fabres čovjek je u godinama koji već dugo sanja o unuku. Za njega, društveni položaj i krvna veza jednako su važni koliko i novac.  Dok živi skladno sa svoje troje djece, Ignacijom, Carolom i Benjamínom, tako održava i čvrstu vezu sa svojom suprugom, Evom. No, ona koja ga čini da se osjeća živim jest najstarija kćer Ignacija, njegov najveći ponos. Zbog toga, bit će uvjeren da je u njezinu novom suprugu, Gonzalu, pronašao prijatelja i čvrstog saveznika kojemu će moći povjeriti svoje poslove. Ipak, situacija neće biti tako jednostavna, jer će novi pripadnik u obitelji Fabres izazvati velike glavobolje kada se otkriju godinama skrivane tajne.

- Eva Spencer: Eva je Renatova supruga, manipulatorica navikla da sve bude po njezinom. Iako često komentari joj nisu na mjestu, katkada ima pravo u onome što govori. Kućanica je u punom smislu riječi, a zbog njezina dobra osjećaja za promatranje i slušanje, često sazna više nego što želi. Iza maske hladne i čvrste osobe, krije se žena koja krivim postupcima odgaja svoju djecu. Dok svom mlađem sinu, Benjaminu, oprašta sve, Caroline postupke uvijek neodobrava, smatrajući da je krenula potpuno krivim putem u životu. Ulazak Gonzala Ibáñeza u njihove živote nimalo joj se ne sviđa, posebice jer osjeća veliko nepovjerenje prema njemu, s obzirom na to da se njezina kći zaljubila i udala u tako kratkom roku. I nitko ju ne može razuvjeriti u tvrdnji da će Gonzalova prisutnost narušiti mir u njihovoj obitelji.

- Benjamín Fabres: Benjamin je najmlađi član obitelji Fabres. Veseo, otvoren i ljubazan tip, te dobar brat. Opsjednut je videima, tehnologijom i računalima ; zbog toga je s vremenom pretvorio svoju spavaću sobu u pravo tehnološko čudo, otkud putem kamera kontrolira sve što se događa u njegovoj blizini. Kada se počnu otkrivati sumnjive okolnosti koje okružuju Hugovu smrt, postat će Gonzalov saveznik u istrazi koja slijedi. A dok shvaća da je ludo zaljubljen u Hildu, mladu sluškinju, saznat će da su se pod njihovim krovom zbile strašne tragedije.

- Rebeca Echeñique: Rebeca je Pilarina polusestra, uspješna odvjetnica koja je karijeru ostvarila u inozemstvu. Hladna i beskrupulozna. Shvativši da ju je njezin stav i karakter udaljio od obitelji, odlučna je da se ponovno zbliži sa svojom sestrom. Problem nastane kada opsesivno poželi sve što Pilar ima, uključujući njezina muža i djecu. I dok Ruiz-Taglei ni ne primjećuju, Rebeca postaje dio njihove obiteljske rutine, koja će zamijeniti Pilar u mnogim kućanskim navikama ... I nečemu više.

- Hilda González: Hilda je pomalo naivna i sramežljiva djevojka, koja započinje raditi u kući Fabresovih za novopečeni mladi bračni par, Ignaciju i Gonzala. Nibaldova i Yolandina nećakinja dolazi s juga države, djevojka je pristojnog ponašanja, te svoj posao radi učinkovito i bez pogovora. Iako je u početku puna entuzijazma prema svome radnom mjestu, Hilda će uskoro potpuno izgubiti glavu za Benjamínom. Situacija će k tome biti još teža jer je svjesna da je njihovu ljubav teško ostvariti. Dok je većina uvjerena kako je riječ o običnoj mladenačkoj zaljubljenosti, njezini osjećaji prema Benjamínu puno su iskreniji nego što pretpostavljaju. A Hilda će biti spremna na sve da to i dokaže.

- Nibaldo González: Nibaldo je vjerni vozač Renata Fabresa. Radišan i zabavan čovjek, čiji je san naučiti engleski jezik kako bi mogao otići u SAD i ostvariti američki san. Sretno je oženjen Yolandom, s kojom zajedno radi u obitelji Fabresovih. Iako imaju skladan brak, Nibaldo se povremeno petlja sa sluškinjom Ruiz-Tagleovih, Karen, s kojom održava izvanbračnu vezu. Svjestan je činjenice da Fabresovi kriju mnoge tajne, jer je i sam u više navrata bio svjedok razgovora koje nije smio čuti.

- Yolanda Sanhueza: Nibaldova supruga je marljiva žena, perfekcionistica po prirodi i nadasve odana. Yolanda Sanhueza već dugi niz godina radi za Fabresove, desna je ruka gđe. Eve, te je upoznata s brojnim tajnama koje obitelj krije. Također, jedna je od rijetkih koja se brine za Leonarda. Brižno ga pazi i čuva kao vlastito dijete. Glavna zapreka koja joj stvara probleme u braku jest razlika u godinama između nje i Nibalda. Zato je često nesigurna u sebe i uvjerena da će ju suprug napustiti. Njezine sumnje mogle bi se potvrditi kad sazna da Nibaldo krije određene stvari od nje, pa će učiniti sve ne bi li ga uhvatila u prijevari.

- Karen Ortega: Karen je sluškinja u kući Ruiz - Tagleovih, te neprestano mašta o velikim uspjesima koje želi postići. Uvjerena kako je trebala roditi se u bogatoj obitelji, smatra da je život bio jako nepravedan prema njoj. Zavidna i ljubomorna, uvijek želi sve što drugi imaju. Zato joj je Nibaldo savršena prilika da poboljša svoj status, zaradi više novca i omogući si bolji život. A to će stvoriti ljubavni trokut u braku Fabresovih zaposlenika.

- Andrea Ruiz-Tagle: Andrea je Pilarina i Javierova kćer. Mlada buntovnica koja po cijele dane visi na internetu, sve je samouvjerenija u svojim odlukama, odlučna da postane što samostalnija pred svojim brižnim roditeljima. Uzor pronalazi u Caroli Fabres, prema kojoj osjeća divljenje i poštovanje. Želi nastaviti njezinim stopama ne bi li postala prava odrasla osoba. Hirovita djevojka, najstarije dijete Ruiz - Tagleovih, opsjednuta je Benjamínom i spremna na sve kako bi ga osvojila. Usprkos njegovoj vezi s Hildom.

- Diego Ruiz-Tagle: Mlađe Pilarino i Javierovo dijete. Diego je povučen i plašljiv dječak, vrlo privržen majci. Zbog svoga sramežljiva karaktera, često je tema sprdnje svojih kolega u školi, ali i osobe koja ga maltretira putem prijetećih e-mail poruka. Zlostavljanje koje trpi u školi učinilo ga je još više osamljenim nego što jest, te s vremenom ugasilo želju da se druži sa svojim vršnjacima. Uza sve to, pri spavanju ga progone noćne more zbog kojih se više puta uplašeno probudio u sred noći.

## Uloge

### Protagonisti
| Glumac/glumica    | Lik               |
| ----------------- | ----------------- |
| Álvaro Rudolphy   | Gonzalo Ibáñez    |
| María Elena Swett | Pilar Echeñique   |
| Jorge Zabaleta    | Javier Ruiz-Tagle |
| Luz Valdivieso    | Ignacia Fabres    |

| Glumac/glumica          | Lik                         |
| ----------------------- | --------------------------- |
| Cristián Arriagada      | Leonardo Acosta/Hugo Acosta |
| Francisca Lewin         | Carola Fabres               |
| María José Illanes      | Rebeca Echeñique            |
| Jaime Vadell            | Renato Fabres               |
| Coca Guazzini           | Eva Spencer                 |
| Pablo Díaz              | Benjamín Fabres             |
| Antonia Santa María     | Hilda González              |
| Maricarmen Arrigorriaga | Yolanda Sanhueza            |
| Anita Reeves            | Mabel Vergara               |
| Constanza Piccoli       | Andrea Ruiz Tagle           |
| Claudio Arredondo       | Nibaldo González            |
| Loreto Araya-Ayala      | Karen Ortega                |
| Giovanni Carella        | Diego Ruiz-Tagle            |

### Gostujuće uloge
| Glumac/glumica       | Lik                              |
| -------------------- | -------------------------------- |
| Javiera Ramos        | Carmen Salazar                   |
| Luis Alarcón         | Igor Mora                        |
| Sandra O'Ryan        | Pilarina y Javierova sutkinja    |
| Iñigo Urrutia        | Matías Santa María               |
| Carmen Gloria Bresky | Rosa Munita Yen                  |
| Rosario Valenzuela   | Marisol Merino                   |
| Emilio Edwards       | Danilo Salas                     |
| Eduardo Cantillana   | Rodrigo Fabres                   |
| Rommy Salinas        | Lidia Román                      |
| Ana Luz Figueroa     | Teresa Sandoval                  |
| Remigio Remedy       | Ricardo Merino                   |
| Santiago Tupper      | Alfredo Cifuentes                |
| Ernesto Gutiérrez    | Pedro Gómez                      |
| Felipe Contreras     | Efraín Donoso                    |
| Maria Gonzalez       | Hortencia Acosta                 |
| Otilio Castro        | ravnatelj staračkog doma         |
| Pancho González      | ravnatelj škole                  |
| Luis Eduardo Campos  | Diegov školski kolega            |
| Sebastián Goya       | detektiv koјeg јe unaјmio Javier |
| Davor Gjuranovic     | TV voditelj                      |
| Sergio Silva         | kriјumčar droge                  |
| Hugo Vásquez         | Rebecin doktor                   |

## Zanimljivosti

### Ideja i tematika
„La familia de al lado“ prva je telenovela kojom se José Ignacio Valenzuela predstavio na čileanskom nacionalnom kanalu TVN. Prethodno je radio za Canal 13 na kojemu se proslavio telenovelama „Amor a domicilio“, „Marparaíso“, „Don amor“ i „Cuenta conmigo“.
S pisanjem telenovele, autor José Ignacio Valenzuela započeo je krajem 2009. godine. Inspiraciju je pronašao u novinskom članku o osobi s Kariba koja je lažirala svoju smrt kako bi prevarila obitelj, te rezultatima anketa koje pokazuju da su Čileanci vrlo nepovjerljivi – svega 14% njih vjeruje osobama s kojima žive. Na osnovu toga, odlučio je napraviti priču o nepovjerenju, koja će sadržavati elemente napetosti i misterije.
Ideje za zaplete i preokrete, autor je našao i u filmovima Alfreda Hitchcocka. Tako se na zidu Benjamínove sobe mogu vidjeti plakati poznatih Hitchcockovih djela, "Prozora u dvorište" i „Rebecce“. 
Tijekom snimanja, u igri za naziv telenovele bili su naslovi „Paranoia“, „¿Sabes quién vive a tu lado?“ (Znaš li tko živi pored tebe?) i „La casa de al lado“ (Kuća iz susjedstva). Naposljetku je odlučeno da će se telenovela zvati „La familia de al lado“. Jedan od alternativnih naziva, „La casa de al lado“ na kraju je prihvatio Telemundo za svoj remake.

### Promotivni spotovi i web stranice
Krajem srpnja 2010. emitiran je prvi promotivni spot za telenovelu koji je naišao na pozitivne reakcije publike, dok su pojedinci zamjerili na nedovoljnoj originalnosti. Naime, prvi dio spota neodoljivo podsjeća na američku seriju „Kućanice“, a drugi dio inspiriran je trailerima američkih filmova „A Single Man“ (Samac) i „American Beauty“ (Vrtlog života).
Osim trailera i promotivnih videoclipova, neposredno prije početka emitiranja pokrenuti su i profili likova na Facebooku koji su se međusobno dopisivali, baš poput stvarnih osoba. Prvi koji su dobili svoje stranice na Facebooku bili su likovi Pilar, Ignacije i Benjamína.
S početkom emitiranja telenovele u Čileu, pokrenuta je web-serija pod nazivom „La ventana de Borja“ u kojoj su se iznosile razne teorije o mogućim krivcima, te pratili tragovi koje je otkrivala telenovela iz epizode u epizodu.

### Glumci
Maríji Eleni Swett i Jorgeu Zabaleti, koji glume bračni par, bio je ovo još jedan u nizu zajedničkih projekata. Oboje su imali uloge u čak sedam telenovela : „Machos“ (kod nas emitirana na RTL Televiziji kao „Macho muškarci“), „Hippie“, „Brujas“, „Descarado“, „Papi Ricky“, „Hijos del Monte“ i „Los ángeles de Estela“. Ovo je ujedno i prva uloga negativca u karijeri Jorgea Zabalete.
Cristián Arriagada, koji tumači likove blizanaca Huga i Leonarda Acoste, hrvatskog je podrijetla s majčine strane. Puno ime mu je Cristián Andrés Arriagada Bižaca. U jednom od intervjua izjavio je kako mu je ova uloga među najzahtjevnijim u karijeri.

### Rating i uspjeh serije
Prva epizoda zabilježila je gledanost od 26%, a u pojedinim trenutcima dosezala je i do 28%. Tim rejtingom pobijedila je telenovelu  „Primera dama“ konkurentskog kanala Canal 13. Gotovo tijekom cijelog svog emitiranja zadržala je prvo mjesto u gledanosti tv serija.

### Sponzori serije
Tijekom emitiranja na nacionalnom kanalu, svakodnevno su reklamirani sponzori serije, i to u obliku plakata, mobilnih uređaja, auta ili video wallova u kadrovima grada. Riječ je o banci „Ripley“ te mobilnoj kompaniji „Entel“, a najveću reklamu svakako je dobila marka automobila „Hyundai“. Likovi u seriji koristili su najnovije modele ove marke, priskrbljujući joj tako dobru reklamu. Modeli koji su bili u upotrebi su :
| Model automobila      | Lik koji ga je koristio |
| --------------------- | ----------------------- |
| Hyundai Sonata        | Javier                  |
| Hyundai Santa Fe      | Pilar                   |
| Hyundai Genesis Coupe | Gonzalo                 |
| Hyundai Tucson        | Ignacia, Rebeca i Mabel |
| Hyundai Genesis       | Renato                  |
| Hyundai Veracruz      | Eva                     |
| Hyundai i30           | Carola                  |
| Hyundai Accent Sport  | Matías                  |
| Hyundai i10           | Rosa                    |

### Ostale zanimljivosti
Glazbena tema Benjamína i Hilde je pjesma „Cuando me enamoro“ Enriquea Iglesiasa i Juana Luisa Guerre, koja je ujedno i naslovna pjesma Televisine telenovele istoimenog naziva.
U nekoliko epizoda telenovele pojavljuje se Rosario Valenzuela u ulozi Marisol Merino. Rosario je u stvarnom životu sestra José Ignacija Valenzuele, autora telenovele.
Zbog večernjeg termina od 20 h, serija je zakinuta za slobodnije scene kakve imaju kasnovečernje serije u Čileu. Ipak, tematika obiteljskog nasilja nije zapostavljena. Iako se većinom manifestirala kroz psihičko zlostavljanje, u par navrata prikazana je i kao fizičko, pa tako u jednoj epizodi Javier ošamari svoju suprugu, Pilar.
Na matičnom kanalu TVN epizode su emitirane u trajanju od 25 minuta, zbog čega serija sadrži 125 epizoda u nacionalnoj verziji. Međunarodna inačica u trajanju oko 40 minuta po epizodi broji 85 epizoda.
U jednoj od posljednjih epizoda serije, napravljena je referenca na poznati britanski film „Zapravo ljubav“ u sceni kada Hilda moli za oprost Benjamína koristeći se nizom papira na kojima su ispisani njezini osjećaji. Sličnu stvar učinio je i Mark za Juliet u filmu „Love Actually“.

### Telemundov remake
U prvoj polovici 2011. godine, američka produkcijska kuća Telemundo započela je sa snimanjima remakea pod nazivom „La casa de al lado“ (Kuća iz susjedstva). Glavne uloge pripale su Maritzi Rodríguez, Gabrielu Porrasu, Catherine Siachoque i Miguelu Varoniju. Za adaptaciju zadužen je José Ignacio Valenzuela koji je autor i originalne verzije. Iako je većina stvari ostala ista kao u čileanskoj verziji, neke sitnice su ipak promijenjene. Tako je prezime Fabres postalo Conde, Echeñique je prešlo u Arismendi, a Hugo i Benjamin postali su Adolfo i Emilio.

## Glazba
„La familia de al lado“, kao i većina novijih serija iz TVN produkcije, ne sadrži uvodnu i odjavnu špicu, koje su inače jedna od glavnih obilježja telenovela. Tako je izostavljena i glazbena tema. Ipak, u seriji se pojavljuju sljedeće pjesme :
- Camila - "Aléjate de mí" (Pilarina i Gonzalova ljubavna tema)
- Enrique Iglesias & Juan Luis Guerra - "Cuando me enamoro" (Hildina i Benjamínova ljubavna tema)

U ostalim scenama korišteni su instrumentali iz KPM Musichouse biblioteke. Riječ je o produkcijskoj glazbi, specijaliziranoj za upotrebu u filmovima, serijama, dokumentarcima i ostalim tv proizvodima. KPM Musichouse nastala je spajanjem KPM-a (EMI odjeljak) i Musichousea, kompanije koju je EMI osnovao 1997. godine. 
Lista instrumentala korištenih u "La familia de al lado" :
| Adam Skinner - Final Resurrection                      | Andrew Kawczynski - Race to Disaster                | Bart Hendrickson - Demolition Day                       |  |
| Christian Davis - Terror Attack                        | Christopher Willis - Alien Shadows                  | Christopher Willis - Anxious wait                       |  |
| Christopher Willis - Beautiful Moments                 | Christopher Willis - Blade of destiny               | Christopher Willis - Extreme Evil                       |  |
| Christopher Willis - Gruesome Discovery                | Christopher Willis - Mortal Danger                  | Christopher Willis - Urgent Action                      |  |
| Daniel Law Heath & Brian Brasher - Creeping Rise       | Daniel Law Heath & Brian Brasher - Dark Land        | Daniel Law Heath & Brian Brasher - Fight For Freedom    |  |
| Daniel Law Heath & Brian Brasher - Into the Black Hole | Daniel Law Heath & Brian Brasher - Runner           | Daniel Law Heath & Brian Brasher - Slide Up             |  |
| Daniel Law Heath & Brian Brasher - Vendetta            | Daniel Law Heath & Brian Brasher - Wide Awake       | Daniel Law Heath & Gregory Rober - Red Eyes             |  |
| Daniel Teper - The Magical Toybox                      | Daryl Griffith - Air of Uncertainty                 | Dave Hewson - Edge of Danger                            |  |
| Dave Hewson - Face Your Fear                           | George Kallis - Evade                               | [neaktivna poveznica] Harry Gregson Williams - My Story |  |
| Ian Livingstone - Desperate Pursuit                    | Ian Livingstone - Epic Loss                         | Ian Livingstone - Heroic Conflict                       |  |
| James Dooley - To the Death                            | James Dooley & Nathan Whitehead - A Slice of Horror | Joshua Anderson & Terrence - Tellin' Lies               |  |
| Justin Burnett - Exposed                               | Lorne Balfe - Break for Freedom                     | Lorne Balfe - Soul Searching                            |  |
| Michael D. Simon & Brian Brasher - Avataros            | Michael D. Simon & Brian Brasher - Deviance         | Michael D. Simon & Brian Brasher - Empires Fall         |  |
| Michael D. Simon & Brian Brasher - Native Land         | Michael D. Simon & Brian Brasher - The Last Saint   | Nick Bardoni & Steve Warr - Strike First                |  |
| Paul Pritchard - Fallen Angel                          | Richard Wells & Phil Sawyer - Adrenaline            | Rob Bagshaw & Joe Callaghan - Better day                |  |
| Robert N. Daspit - Deranged                            | Robin Morrison - Butterfly effect                   | Rupert Gregson Williams - Dark Paths                    |  |
| Rupert Gregson Williams - Epic Reveal                  | Rupert Gregson Williams - Epilogue                  | Rupert Gregson Williams - Intense Pursuit               |  |
| Rupert Gregson Williams - Journey of life              | Rupert Gregson Williams - Subtle Suspense           | Rupert Gregson Williams & Lorne Balfe - Brave Hearts    |  |
| Rupert Gregson Williams & Lorne Balfe - Lost dreams    | Sheridan Tongue - Night Watcher                     | Sheridan Tongue - Shadow Lands                          |  |
| Sheridan Tongue - Ultimate forces                      | Steve Everitt - Pandora's Box                       | Todd Haberman - Brink of Disaster                       |  |
| Tony Clarke - Fatal Ending                             | Tony Clarke - Troubled Soul                         | Tony Kinsey - Red Light Blues                           |  |
| Vasco - Sunlight in the Mirror                         |                                                     |                                                         |  |

## Vanjske poveznice
- Službena stranica  Arhivirana inačica izvorne stranice od 9. svibnja 2011. (Wayback Machine)
- La familia de al lado u internetskoj bazi filmova IMDb-a
- Traileri (hrvatski titlovi)